# Sean Chen

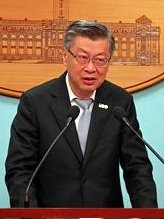
Sean Chen.

Sean Chen (chinesisch 陳冲 / 陈冲, Pinyin Chén Chōng; * 3. Oktober 1949 in Fuzhou) ist ein taiwanischer Politiker der Kuomintang.

## Leben
Chen studierte Rechtswissenschaften an der Nationaluniversität Taiwan. Sean Chen war seit dem 6. Februar 2012 als Nachfolger von Wu Den-yih Premierminister von Taiwan. Am 1. Februar 2013 trat er jedoch nach starker öffentlicher Kritik und Demonstrationen aus gesundheitlichen Gründen von seinem Amt zurück.